# Fritz Kaufmann (Journalist)
Fritz Kaufmann (geboren 16. August 1896 in Wien, Österreich-Ungarn; gestorben 28. März 1991 in New York City) war ein austroamerikanischer Journalist.

## Leben
Fritz Kaufmann war ein Sohn des Rechtsanwalts Felix Kaufmann und der Vilma Osers, er hatte einen Bruder. Kaufmann wurde 1914 noch vor Kriegsausbruch als Einjähriger Soldat und hatte am Kriegsende 1918 den Rang eines Leutnants. Er studierte Rechtswissenschaften an der Universität Wien und wurde 1920 promoviert. Er heiratete 1921 Helen Berggruen, sie hatten zwei Kinder, der Sohn Peter starb 1945 als US-amerikanischer Soldat bei der Befreiung Frankreichs, die Tochter Elizabeth Koenig wurde Bibliothekarin des U.S. Holocaust Memorial Museum (USHMM).
Kaufmann arbeitete als politischer und ökonomischer Journalist, unter anderem für den Börsen-Kurier (Wien) und Der Montag Morgen (Berlin). Er nahm Lehraufträge an verschiedenen Hochschulen wahr.  
Nach der Machtübergabe an die Nationalsozialisten wurde Kaufmann im Juni 1933 in einem politischen Prozess vor einem Berliner Schöffengericht angeklagt. Er floh daher nach Wien. 1936 gründete er die Salzburger Illustrierte und 1937 eine Nachrichtenagentur. Schon vor dem Anschluss Österreichs floh er im Januar 1938 nach Prag, von dort im Mai 1938 nach Paris, wo er nach Ausbruch des Zweiten Weltkriegs für eine Zeit als Enemy Alien interniert wurde. Mit Hilfe des Emergency Rescue Committee gelang ihm und seiner Familie im März 1942 die Flucht über Casablanca nach New York. 
In den nächsten Jahren arbeitete er als Journalist unter anderem für Herald Tribune und Toronto Star. An der New School for Social Research in New York hatte er ab 1948 bis in die 1960er Jahre Lehraufträge, später an der Fairleigh Dickinson University. Er gründete 1950 eine Organisation für Bildungsreisen, die er bis 1971 leitete. Er engagierte sich im Emergency Committee der International League for the Rights of Man, die er 1965 im Protest gegen die US-amerikanische Vietnam-Politik verließ.   

## Schriften (Auswahl)
- Erfolgreiche deutsche Wirtschaftsführer. Das Buch der guten Beispiele (Ballin, Henckels, Deutsch, Benz, Tietz, Bayer, Lingner, Mosse, Siemens). Berlin: Singer, 1931
- Sozialdemokratie in Österreich : Idee und Geschichte einer Partei; von 1889 bis zur Gegenwart. Wien: Amalthea, 1978